# Tiburonia granrojo
Tiburonia granrojo; apelidada de granrojo ou big red (que significa "grande vermelha" em espanhol e inglês); é uma espécie relativamente nova de água-viva descoberta no ano de 2003, nas águas profundas da Baía de Monterey, a mais de 640 metros abaixo da superfície.
O que é mais interessante sobre esta nova espécie é que ela possui tentáculos curtos e grossos, muito diferentes dos tentáculos longos e delgados que a maioria das águas-vivas utiliza para capturar seu alimento. Apesar de já terem sido observadas de submarinos, apenas um espécime foi capturado, um exemplar jovem, do qual foi retirado o DNA para que os cientistas o comparem ao das outras espécies conhecidas de água-viva.Pouco ou quase nada se sabe sobre os hábitos alimentares do granrojo e como ele faz para capturar suas presas com tentáculos tão curtos.